# Areia (Paraíba)
Pour les articles homonymes, voir Areia.
Areia est une ville brésilienne de l'est de l'État de la Paraíba.
Sa population était estimée à 24 431 habitants en 2007. La municipalité s'étend sur 269 km2.